# António Badajoz
António Badajoz, nome artístico de António Pereira Cipriano (Coruche, Coruche, 22 de setembro de 1922 – Santarém, 24 de dezembro de 2021), foi um toureiro português.

## Biografia
Destacado bandarilheiro profissional, foi aprendiz de ferrador numa oficina de Coruche antes de se dedicar profissionalmente à arte de tourear. Ensinado pelo praticante Francisco Susana, em Coruche, passou a profissional na Praça de Touros do Campo Pequeno, em 9 de setembro de 1949, data da alternativa concedida por Manuel Segarra. Já profissional, começou a ensinar a arte ao seu irmão mais novo, Manuel Cipriano «Badajoz», que seguiria os passos do primogénito, tomando a alternativa de bandarilheiro em 1953. Os irmãos «Badajoz» fariam, a partir daí, boa parte das suas carreiras toureando juntos.
Nos anos de 1960, integrou a quadrilha do matador Manuel dos Santos, com José Tinoca e Manuel Barreto, uma formação de tal modo competente que o público e a crítica chamava de Quadrilha-Maravilha. Além de Manuel dos Santos, vestiu-se igualmente de prata nas quadrilhas de Francisco Mendes, José Júlio e José Trincheira e de um conjunto importante de cavaleiros tauromáquicos — João Branco Núncio, Luís Miguel da Veiga, José João Zoio, Emídio Pinto, Manuel Jorge de Oliveira e Paulo Caetano.
Os irmãos António e Manuel Badajoz fundaram nos anos de 1950 a Escola de Toureio de Coruche, que viria a originar o aparecimento de vários bandarilheiros e matadores — entre estes, José Simões, Ricardo Chibanga, José Falcão, Óscar Rosmano, Parreirita Cigano e Vítor Mendes; os últimos alunos desta escola foram José Alexandre e João Carlos Lorena, levando o nome de Coruche além fronteiras.
Despediu-se do público no Campo Pequeno, em 5 de setembro de 1991, sendo sucedido pelo seu irmão Manuel, em 11 de outubro de 1992.
Em 2009, no Núcleo Tauromáquico do Museu de Coruche, foi inaugurada a exposição António Badajoz, por ocasião dos seus 60 anos de alternativa.
Morreu a 24 de dezembro de 2021, aos 92 anos, no Hospital Distrital de Santarém, onde se encontrava internado.

## Tourada em homenagem a Manuel Badajoz
Em 6 de julho de 2019 realizou-se uma tourada em homenagem a Manuel Badajoz, na Praça de Coruche, em Santarém, que acabou com cavaleiros e forcados feridos.
Ana Batista e João Moura Jr. sofreram "aparatosas colhidas" quando lidavam o segundo e sexto touros, respetivamente, e tiveram de ser assistidos e transportados para o Hospital Distrital de Santarém. A colhida violenta de João Moura Jr. fez com que o seu cavalo, batizado de Xeque-Mate, sofresse uma fratura exposta. O animal foi abatido.
Os forcados João Ventura e Luís Fera também sofreram ferimentos graves quando pegavam o quinto touro. Ventura perdeu os sentidos na arena, enquanto Fera sofreu uma fratura no maxilar e teve de ser transportado de helicóptero para o Hospital de São José, em Lisboa onde ficou em coma induzido.